# Ромарой
Ромарой (*д/н — 1199 до н. е./1197 до н. е.) — давньоєгипетський політичний діяч XIX династії, верховний жрець Амона у Фівах у 1226/1224—1199/1197 роках до н. е. за володарювання фараонів Рамсеса II, Мернептаха і Сеті II. Відомий також як «Рамерої», «Рама-Раї» або «Рома-Рой».

## Життєпис
Походив зі впливового жрецького роду Фів. Молодший син Роми (Рами), Другого жерця Амона, та Іпуї. Пройшов усі щаблі навчання разом зі старшим братом Бакенхонсу. Розпочав кар'єру писарем у Фіванському храмі Амона, потім став ваб-жерцем і божественним батьком Амона.
За правління фараона Рамсеса II послідовно стає наглядачем за пророками усіх брогів у Фівах, Третім і Другий жерцем Амона. Цьому напевне сприяв вплив родини Ромароя. Після смерті брата Бакенхонсу у 1226 або 1224 році до н. е. стає новим верховним жерцем Амона.
Протягом правління фараона Мернептаха стає одним з його найближчих радників. Відомо, що керував відновленням якоїсь важливої будівлі (храму або палацу фараона у Фівах, неподалік від Карнакського храму).
Від фараона Мернептаха верховний жрець Ромарой отримує титули «графа» (h3ty-a), а потім один з почесніших титулів — іри-пата (ерпатора), що відповідає князю крові або принцу. Цим самим засвідчено входження Ромароя до правлячого роду. Сприяв посиленню впливу свого роду й фіванського жрецтва загалом. Завдяки йому у власнійсть Фіванського храму остаточно перейшли золоті копальні в Нубії, куди Ромарой став призначати власного намісника — правителя золотоносної області Амона.
Вже за Сеті II він зазначав, що є верховним жрецем не за велінням фараона, а за милість бога Амона. Цим підкреслював свою незалежність від світської влади фараона. В своїх настановах закликав продовжити це. Також встановив династичний принцип призначення на вищі жрецькі посади Фів своїх родичів.
Помер Ромарой на початку правління фараона Сеті II. Його посаду отримав представник фіванського жрецтва Бакенхонсу II.

## Родина
- Рой, перший жрець (пророк) Амона
- син, жрець в храмі поблизу Фів

## Стела

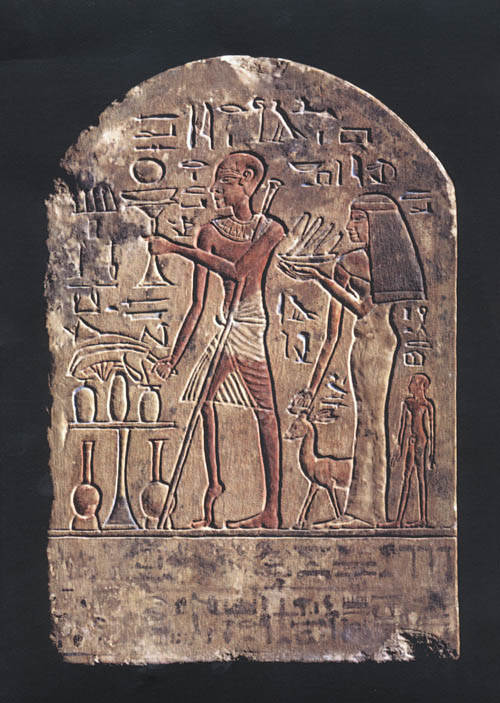
Стела Ромароя

Поховано у гробниці TT283 в некрополі Дра Абу ель-Нага. 
Відома також стела з Лейдена (Нідерланди), де є напис Ромароя, що в свій час розташовувався зі східного боку Восьмого Пілону Карнакського храму.

Є важливим джерелом з історії XIX династії. На ньому є відомості про піднесення фіванського жрецтва, запровадження фактично династії роду Іпуї в Фівах. З напису Ромароя 
|  | «Нехай мій син займе моє місце. І посада моя буде перебувати в його руках. І нехай вона буде переходити від батька до сина вічно, як це робиться для людини справедливого і корисного в будинку його пана» |

.